# Danomyia sathos
Danomyia sathos är en tvåvingeart som beskrevs av Jason Gilbert Hayden Londt 1993. Danomyia sathos ingår i släktet Danomyia och familjen rovflugor.
Artens utbredningsområde är Botswana. Inga underarter finns listade i Catalogue of Life.